# Artur Brzozowski
Pour les articles homonymes, voir Brzozowski.
Artur Brzozowski (né le 29 mars 1985 à Nisko) est un athlète polonais, spécialiste de la marche.

## Biographie
Il obtient son meilleur temps sur 50 km à Dudince en 3 h 50 min 07 s.

## Palmarès
| Date | Compétition           | Lieu    | Résultat | Épreuve      | Temps           |
| ---- | --------------------- | ------- | -------- | ------------ | --------------- |
| 2017 | Championnats du monde | Londres | 12e      | 20 km marche | 1 h 20 min 33 s |
| 2021 | Jeux olympiques       | Tokyo   | 12e      | 50 km marche | 3 h 54 min 8 s  |

## Records
| Épreuve      | Performance     | Lieu      | Date         |
| ------------ | --------------- | --------- | ------------ |
| 20 km marche | 1 h 20 min 33 s | Londres   | 13 août 2017 |
| 35 km marche | 2 h 34 min 41 s | Poděbrady | 21 mai 2023  |
| 50 km marche | 3 h 46 min 42 s | Alytus    | 19 mai 2019  |